# Centro Financiero Confinanzas
Centro Financiero Confinanzas (Torre David) – wieżowiec w Caracas (Wenezuela). Budynek zaprojektowany został przez architekta Enrique Gomeza. Budowa rozpoczęła się w 1990, a zakończyła się z powodu kryzysu finansowego w 1994 na etapie tak zwanego stanu surowego, zamkniętego, z częściowo gotową elewacją. Budynek zwany przez mieszkańców stolicy Wenezueli „Wieżą Dawida” (od nazwiska finansisty i dewelopera Davida Brillemborga) do 2007 roku był całkowicie opuszczony. Obecnie miejsce to jest określane mianem najwyższego slumsu świata. O tym kontekście budowli opowiada film Torre Davida.